# Allium macranthum
Allium macranthum — вид рослин з родини амарилісових (Amaryllidaceae); поширений у Бутані, Сіккімі (Індія), пд. Тибеті, пд.-зх. Ганьсу, пд. Шеньсі, пд.-зх. Сичуані, пн.-зх. Юньнані (Китай).

## Опис
Коріння досить коротке, товсте. Цибулина одиночна, циліндрична. Листків приблизно рівні стеблині, 4–10 мм завширшки, середня жилка виражена. Стеблина 20–60 см, 2- або 3-кутова, іноді вузькокрила, вкрита листовими оболонками лише при основі. Зонтик нещільно малоквітковий. Оцвітина розлого дзвінчаста, від червоно-пурпурної до пурпурної; зовнішні сегменти довгасті, човноподібні, коротші та ширші, ніж внутрішні, 9–11.5 × 5–8 мм; внутрішні — вузько-яйцеподібні-довгасті, 10.2–12 × 4–6 мм. 2n = 14, 28.

## Поширення
Поширення: Бутан, Сіккім (Індія), пд. Тибет, пд.-зх. Ганьсу, пд. Шеньсі, пд.-зх. Сичуань, пн.-зх. Юньнань (Китай).
Населяє луки, береги річок, вологі місця.

## Використання

#### як їжа
Цибулини, листки й квітки споживають чи сирими чи приготовленими.

#### як ліки
Листя, цибулини та коріння використовуються для лікування ряду поширених проблем зі здоров’ям, включаючи кашель та застуду, висипання на шкірі.

#### інше
Види роду Allium хороші компаньйони для троянд, моркви, буряка й ромашки, але пригнічують ріст бобових. Сік більшості видів цього роду (особливо які з сильним запахом цибулі або часнику) можна використовувати як засіб від молі. Кажуть, що вся рослина відлякує комах і кротів.